# Sopornya
Sopornya (szlovákul Šoporňa) község Szlovákiában, a Nagyszombati kerületben, a Galántai járásban.

## Fekvése
Szeredtől 8 km-re délkeletre található.

## Élővilága

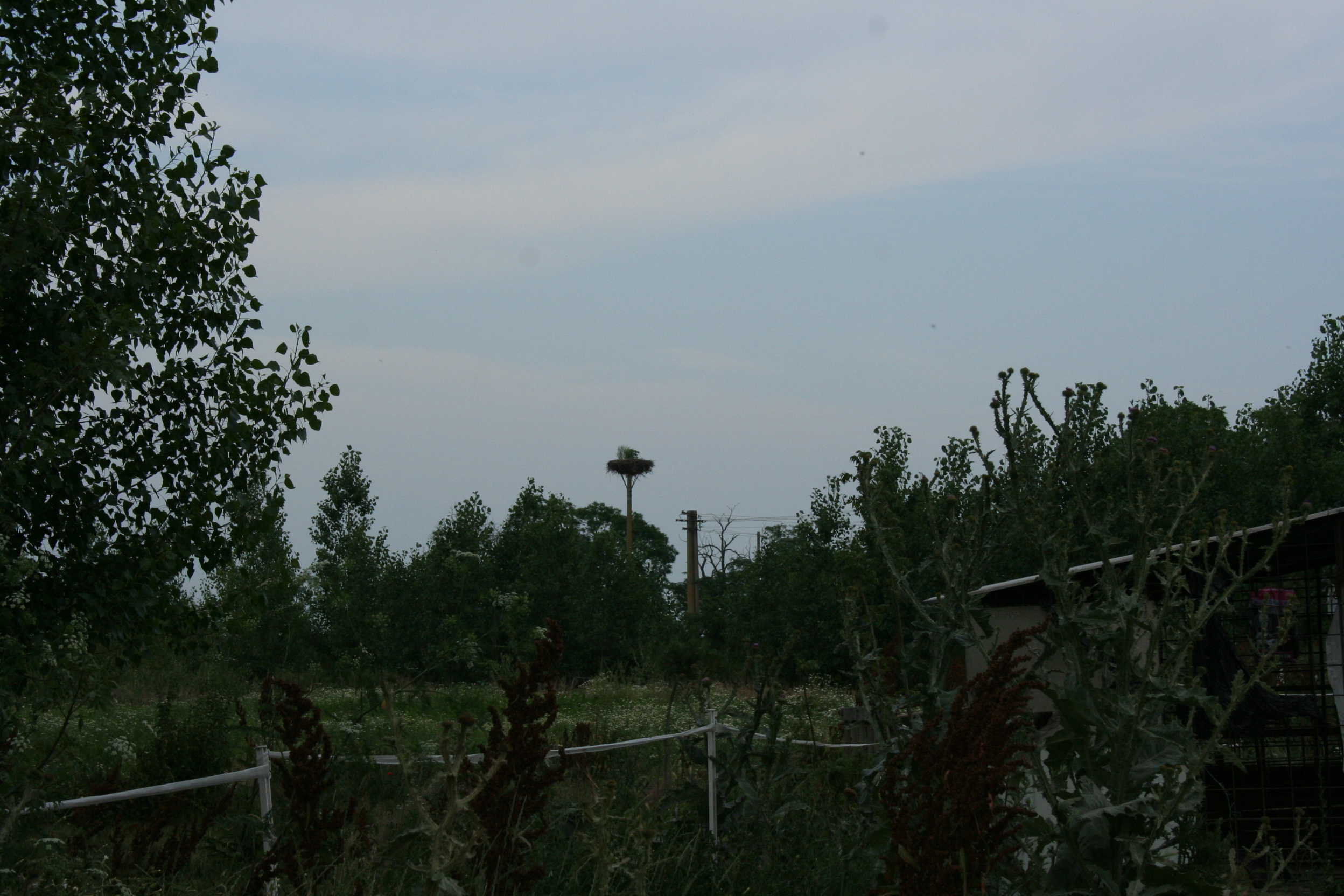
Kövecsesi gólyafészek
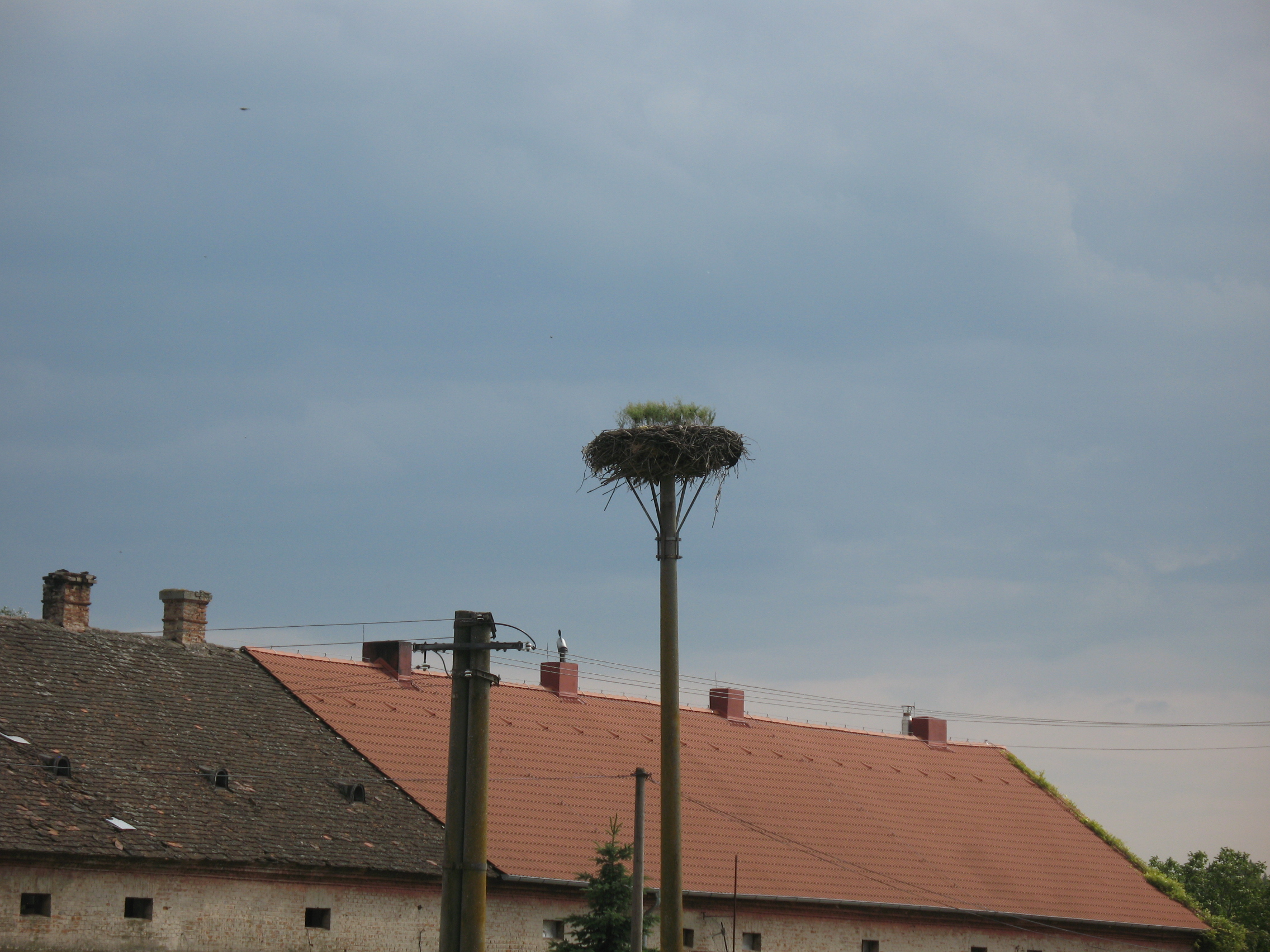

Sopornya-Kövecsesen van gólyafészek, de az előző évekkel ellentétben 2013-ban és 2014-ben sem fészkeltek benne a gólyák.

## Története

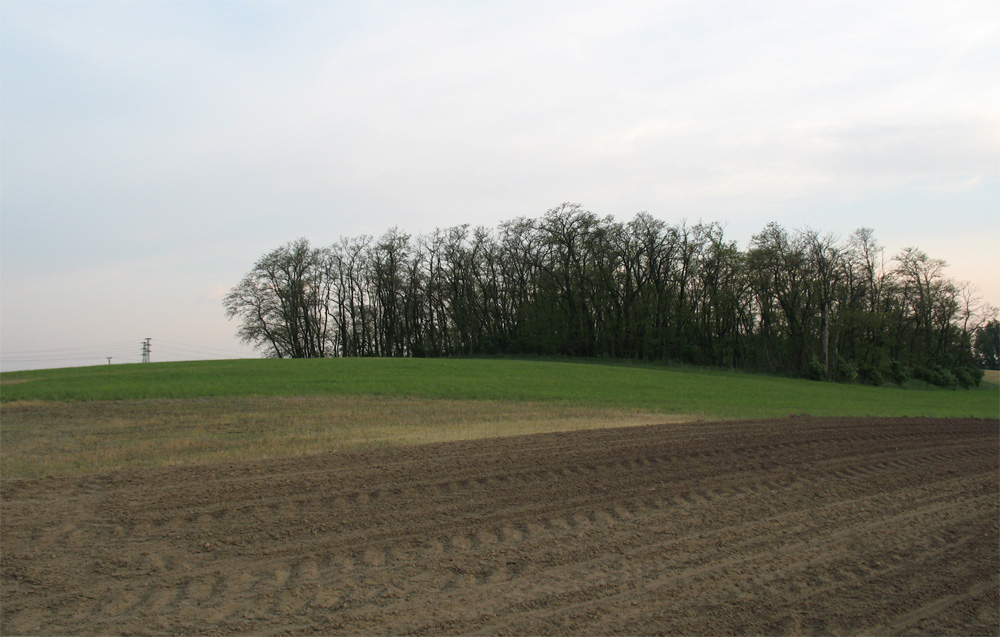
A Sopornya (Kövecses) és Vághosszúfalu határán lévő halmok egyike, alatta elszántott sírok nyomaival. Ma természetvédelmi terület.

A település első írásos említése IV. Béla király 1251. július 15-én keltezett oklevelében történt, melyben megalapítja a turuli (turóci) monostort és javadalmakkal, valamint földbirtokokkal látja el. Az oklevélben a település "ad terram ville Supurni" alakban szerepel. 1411-ben "Soporny", 1420-ban "Sopornok" néven említik. A semptei uradalom része volt, mely ekkor királyi birtok. A 14. század elejétől több birtokosa is volt, így Linpold német nemes, Csák Máté fia Péter, György bazini gróf, valamint a Rozgonyi, Báthory és Thurzó családok. A 17. században az Eszterházy család lett a birtokosa. A 18. század elején nagy pestisjárvány pusztított, melynek mintegy 40 lakos esett áldozatául. A későbbiekben viszont rohamos fejlődésnek indult a település és a század végére a lakosság száma elérte a 2000 főt, a házak száma pedig a 300-at. Lakói főként mezőgazdasággal foglalkoztak. Ispotályát 1809-ben létesítették. 1831-ben kolera tizedelte lakosságát.
Vályi András szerint "SOPORNYA, v. Sopornyi. Tót falu Nyitra Várm. földes Ura a’ Tudományi Kintstár, lakosai katolikusok, fekszik Vág vize mellett, Szeredhez 1 mértföldnyire; pusztája is van, földgyei jók, vagyonnyai jelesek, eladásra is jó módgyok van."
Fényes Elek szerint "Sopornya, tót falu, Nyitra vmegyében, a Vágh vize mellett, Semptéhez délre egy órányira: 2195 kath., 13 zsidó lak., kath. paroch. templommal. – Határa dombos; van erdeje, szőlőkerte, s hajó-malma a Vágh vizén. F. u. gr. Eszterházy Károly."
Nyitra vármegye monográfiája szerint "Sopornya nagyközség, a Vág balpartján fekszik. Lakosainak száma 2989 és ezek közül 2908 róm. katholikus. Nyelvére nézve csekély kivétellel mind tót. Postája van, táviró- és vasúti állomása Szered. A község 1251-ben Sempte vár tartozéka volt. Eredeti neve – a hagyomány szerint – „Sopárnya” volt. Hogy itt hajdan magyarok laktak, azt a dülők magyar elnevezéséből lehet következtetni. Templomot – a mely körül temetőhely is volt – 1777-ben kapott Sopornya; azelőtt csak egy kis kápolna volt itt. Egy kis Máriaszobor, a mely a templomban őríztetik, e kápolnából származik. A községet többször nagy csapás érte. A határban talált régi fegyverek töredékei s más régiségek azt mutatják, hogy Sopornya már a tatárjárás idejében is sokat szenvedett. A török világban a törökök pusztították. A harminczas évek elején nagy kolera-járvány dühöngött itt, a mikor több mint egy harmada a lakosságnak kihalt. 1848-ban az osztrákok gyujtották föl a falut. Mészáros Dávid plébánost az osztrákok elfogták, halálra ítélték s Pozsonyban agyonlövették. 1813-ban Sopornya egyik utczáját egészen elsöpörte a rendkívül nagy árvíz s határában igen sok kárt okozott. Az 1894-iki vizáradás szintén sok kárt tett. 1848. év előtt a galánthai gróf Eszterházy család vág-szeredi ága volt itt a földesur, jelenleg pedig D’Hennin Angelika franczia herczegnő és a br. Schey család. A hagyomány szerint a Kövecses pusztához tartozó „Sv. Mikulás” dombján valamikor kolostor volt, a mi mellett az is tanúskodik, hogy azon a helyen szántás közben emberi csontokat, valamint sok téglatörmeléket találtak."
A trianoni békeszerződésig Nyitra vármegye Vágsellyei járásához tartozott.

## Népessége
| Év:            | 1994. | 2004.   | 2014.   | 2024.   |
| -------------- | ----- | ------- | ------- | ------- |
| Emberek száma: | 4000  | 4149    | 4171    | 4032    |
| Eltérés:       |       | +3,72 % | +0,53 % | -3,33 % |

| Év:            | 2023. | 2024.   |
| -------------- | ----- | ------- |
| Emberek száma: | 4079  | 4032    |
| Eltérés:       |       | -1,15 % |

1910-ben 3631 lakosából 3223 szlovák és 326 magyar anyanyelvű volt.
2001-ben 4122 lakosából 4058 szlovák és 26 magyar volt.
2011-ben 4135 lakosából 3941 szlovák és 54 magyar volt.
2021-ben 4081 lakosából 3807 (+7) szlovák, 21 (+7) magyar, 4 (+7) cigány, 2 (+1) ruszin, 30 (+2) egyéb és 217 ismeretlen nemzetiségű volt.

## Neves személyek
- Itt született 1881. május 28-án Peterdi Andor költő, műfordító, újságíró.
- Itt született 1949. július 18-án Rudolf Čižmárik szlovák költő, író, újságíró és fordító.
- A közelben hunyt el 2009. március 3-án Karol Šedivý szlovák autocross versenyző defektjének szerelése közbeni autóbalesetben.
- Itt tanult Ján Bežo (1842-1905) szlovák tanár és kiadó.
- Itt szolgált Pavol Macháček (1887-1969) szlovák plébános, csehszlovák politikus, parlamenti képviselő, a második világháború alatt emigráns ellenálló.

## Nevezetességei

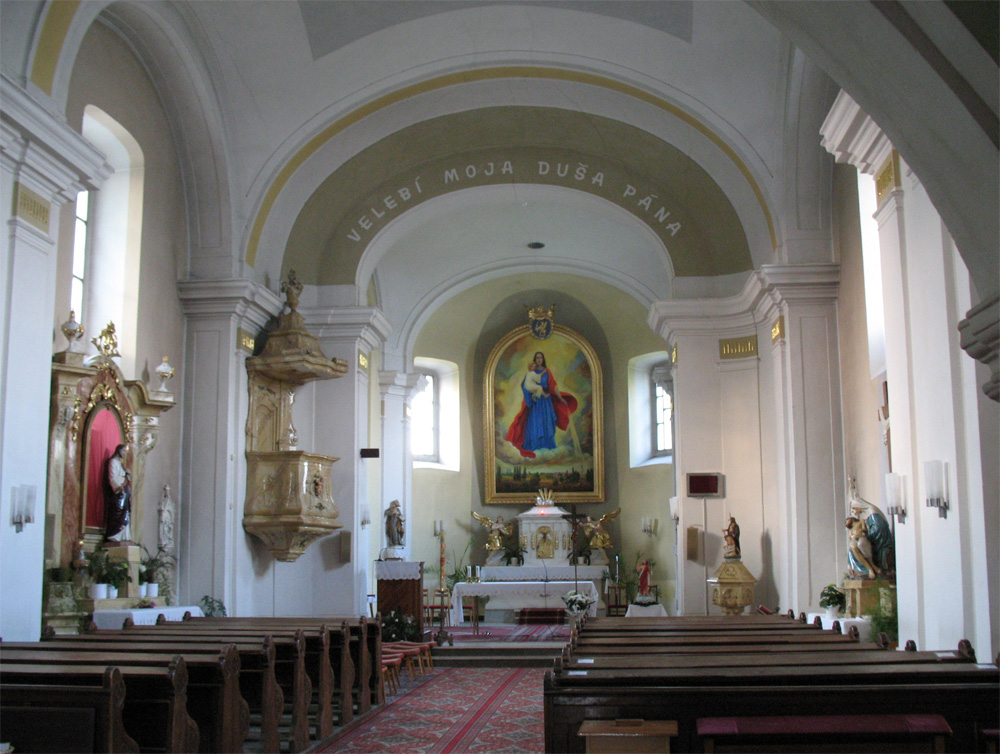
Sopornya temploma belülről
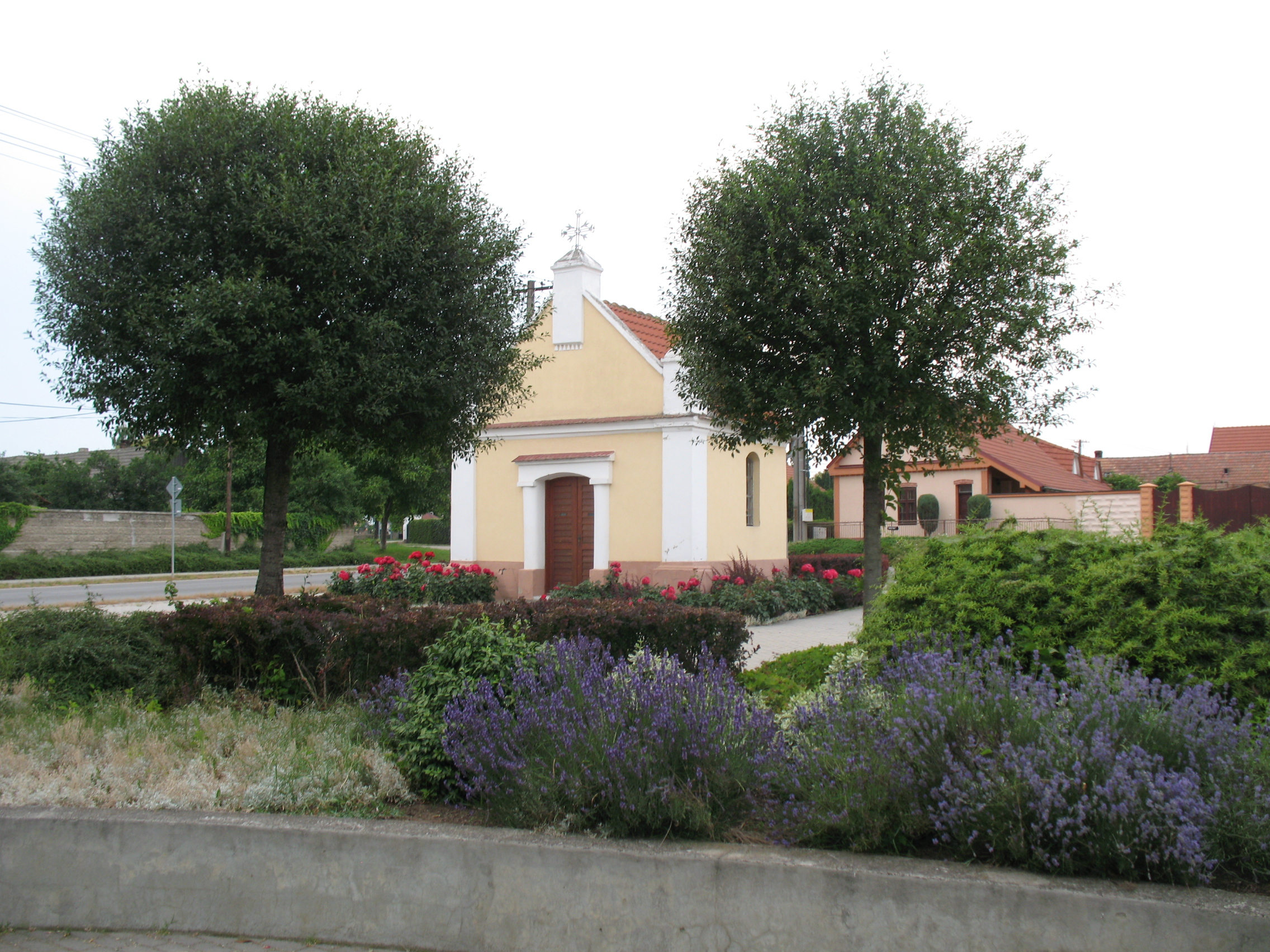
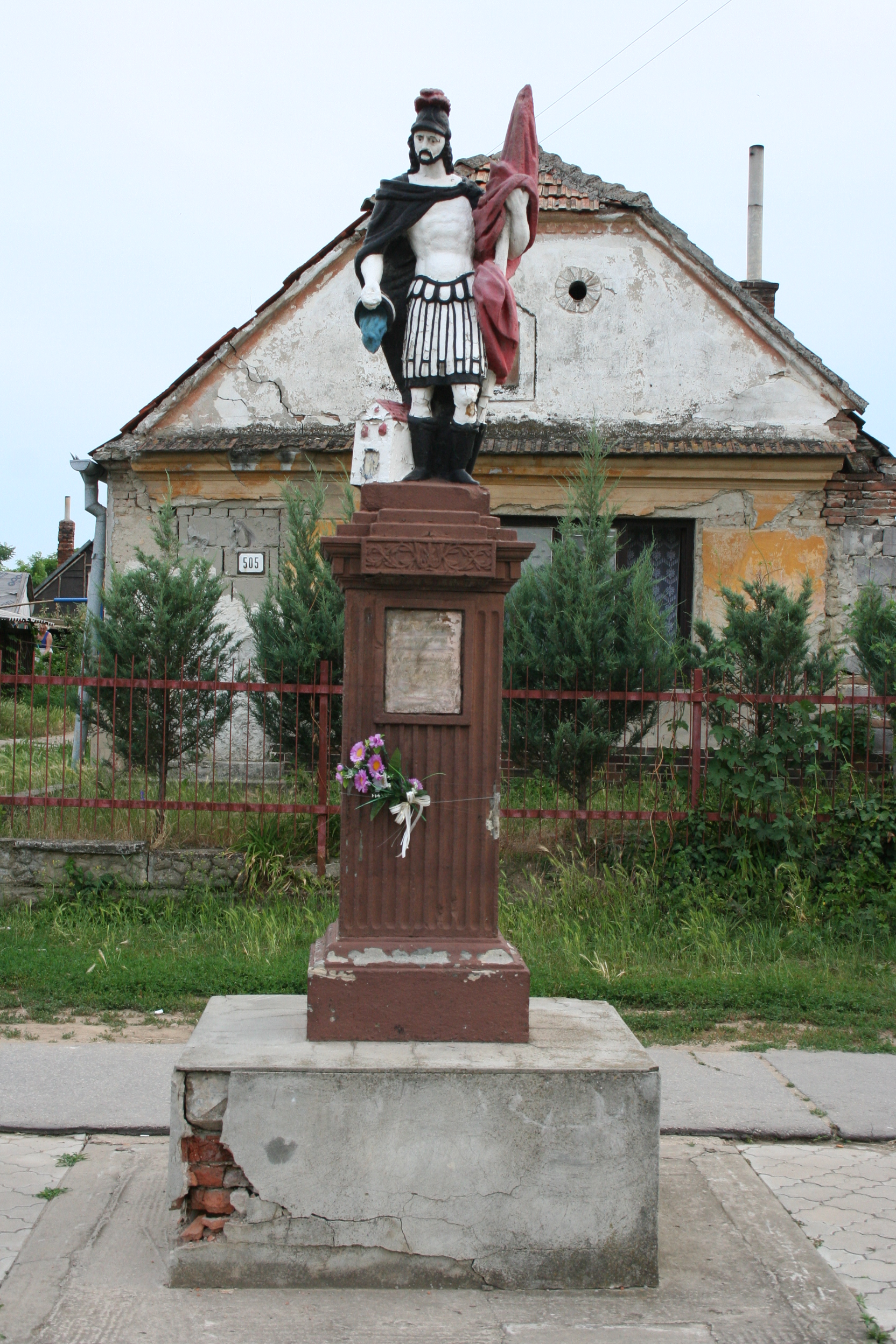
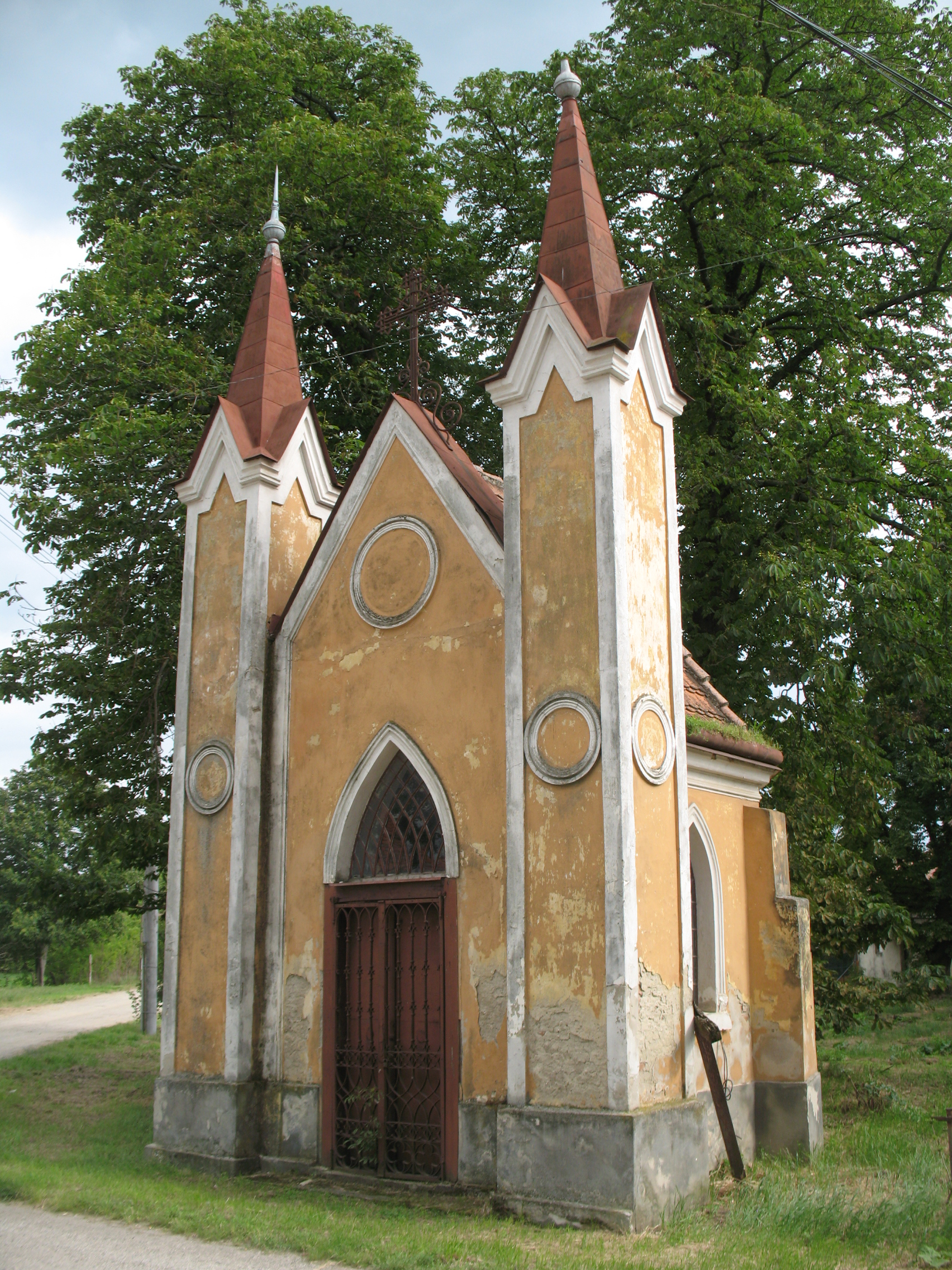
Kövecses
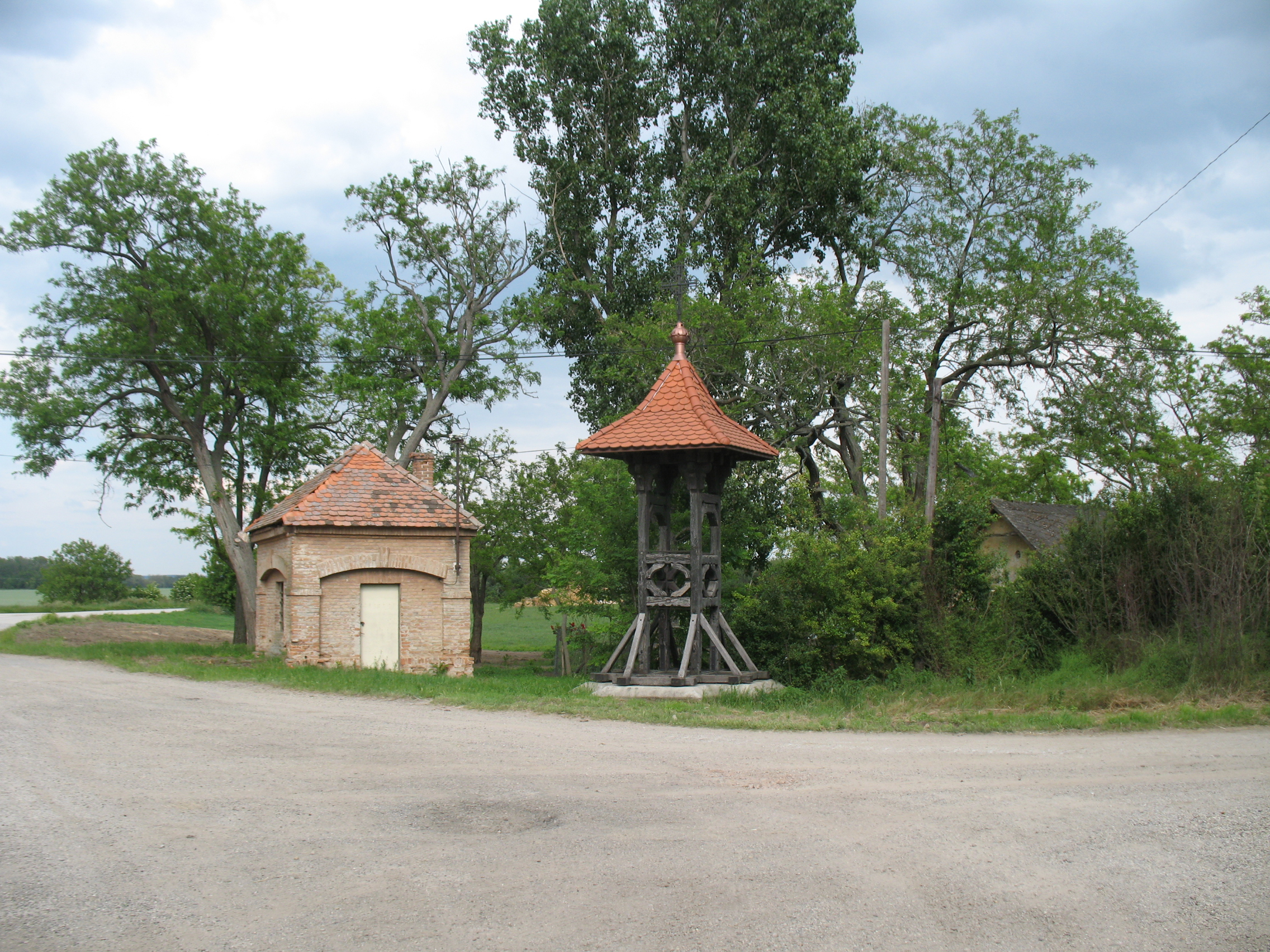

- Római katolikus temploma 1777-ben épült, egy korábbi kápolna helyén klasszicista stílusban. A templommal egyidős az előtte álló kereszt.
- A Szent Anna kápolna 1750-ben épült.

## Külső hivatkozások
- Hivatalos oldal
- E-obce.sk Archiválva 2008. február 7-i dátummal a Wayback Machine-ben
- Sopornya Szlovákia térképén
- Községinfó